# Lo spirito dei tempi
Lo spirito dei tempi (Zeitgeist, sottotitolo A Novel of Metamorphosis) è un romanzo fantascientifico dello scrittore statunitense Bruce Sterling, pubblicato nel 2000.
Nel 2001 il romanzo si è classificato al terzo posto al Premio Locus per il miglior romanzo.
L'opera può essere considerata un beffardo omaggio al secolo passato, il cui carattere distintivo, il cosiddetto Zeitgeist, si è esaurito per sempre.

## Trama
Leggy Starlitz è il manager di una girl band chiamata "G-7", composta da cantanti di varie nazionalità che si trascina dietro un astuto programma di marketing incentrato sulla vendita di prodotti e di gadget con il marchio del gruppo. Il manager organizza una tournée nei paesi del terzo mondo ma il tour si ferma nella parte turca di Cipro. Qui Starlitz prende contatti con Mehmet Ozbey, un mafioso turco che decide di utilizzare la copertura della tournée delle G-7 per i suoi contrabbandi. Starliz lascia la gestione del gruppo al mafioso, trasferendosi nel New Messico per altre attività; tornerà a Cipro quando verrà a sapere che le cantanti del gruppo stanno morendo una ad una.

## Edizioni
- (EN) Bruce Sterling, Zeitgeist, 1ª ed., New York, Bantam Spectra, 2000.
- Bruce Sterling, Lo spirito dei tempi, traduzione di Simona Fefè, Collezione Immaginario, n. 1, Roma, Fanucci, 2000, ISBN 883470780X.
- Bruce Sterling, Lo spirito dei tempi, traduzione di Simona Fefè, Tascabili Immaginario, n. 17, Roma, Fanucci, 2003, ISBN 8834709187.